# Synagoge (Ruda Śląska)

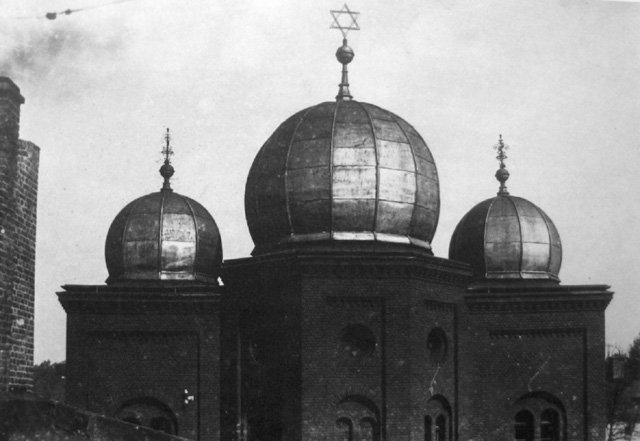
Synagoge in Ruda Śląska (nach 1900)

Die Synagoge in Ruda Śląska (deutsch Ruda in Oberschlesien), einer Stadt in der Woiwodschaft Schlesien in Polen, wurde 1891 errichtet und 1939 beim Überfall auf Polen durch die deutschen Besatzer zerstört.
Die im maurischen Stil errichtete Synagoge besaß drei kugelförmige Kuppeln und befand sich im zentralen Stadtteil Wirek (deutsch: Antonienhütte) inmitten von Industrieanlagen.